# العلاقات السويسرية الماليزية
العلاقات السويسرية الماليزية هي العلاقات الثنائية التي تجمع بين سويسرا وماليزيا.

## مقارنة بين البلدين
هذه مقارنة عامة ومرجعية للدولتين:
| وجه المقارنة                                              | سويسرا                                                                                      | ماليزيا       |
| --------------------------------------------------------- | ------------------------------------------------------------------------------------------- | ------------- |
| المساحة (كم2)                                             | 41.28 ألف                                                                                   | 330.29 ألف    |
| عدد السكان (نسمة)                                         | 8.21 مليون                                                                                  | 31.62 مليون   |
| الكثافة السكانية (ن./كم²)                                 | 198.89                                                                                      | 95.73         |
| العاصمة                                                   | برن                                                                                         | كوالالمبور    |
| اللغة الرسمية                                             | اللغة الألمانية، اللغة الإيطالية، لغة فرنسية، اللغة الرومانشية، الألمانية السويسرية الموحدة | لغة ماليزية   |
| العملة                                                    | فرنك سويسري                                                                                 | رينغيت ماليزي |
| الناتج المحلي الإجمالي (بليون دولار)                      | 678.89 مليار                                                                                | 314.50 مليار  |
| الناتج المحلي الإجمالي (تعادل القوة الشرائية) بليون دولار | 518.07 مليار                                                                                | 817.43 مليار  |
| الناتج المحلي الإجمالي الاسمي للفرد دولار أمريكي          | 80.94 ألف                                                                                   | 9.77 ألف      |
| الناتج المحلي الإجمالي للفرد دولار أمريكي                 | 59.54 ألف                                                                                   | 25.64 ألف     |
| مؤشر التنمية البشرية                                      | 0.930                                                                                       | 0.779         |
| رمز المكالمات الدولي                                      | +41                                                                                         | +60           |
| رمز الإنترنت                                              | .ch، .swiss ‏                                                                                | .my           |
| المنطقة الزمنية                                           | توقيت وسط أوروبا، ت ع م+01:00، ت ع م+02:00، أوروبا/زيورخ ‏                                   | ت ع م+08:00   |

## منظمات دولية مشتركة
يشترك البلدان في عضوية مجموعة من المنظمات الدولية، منها:
| علم المنظمة | اسم المنظمة                               | تاريخ انضمام سويسرا | تاريخ انضمام ماليزيا |
| ----------- | ----------------------------------------- | ------------------- | -------------------- |
|             | مؤسسة التمويل الدولية                     | 29 مايو 1992        | 20 مارس 1958         |
|             | منظمة حظر الأسلحة الكيميائية              | ?                   | ?                    |
|             | يونسكو                                    | 28 يناير 1949       | 16 يونيو 1958        |
|             | الاتحاد الدولي للاتصالات                  | 1866                | 3 فبراير 1958        |
|             | الأمم المتحدة                             | 10 سبتمبر 2002      | 17 سبتمبر 1957       |
|             | منظمة الشرطة الجنائية الدولية             | ?                   | ?                    |
|             | البنك الدولي للإنشاء والتعمير             | 29 مايو 1992        | 7 مارس 1958          |
|             | الاتحاد البريدي العالمي                   | ?                   | ?                    |
|             | مؤسسة التنمية الدولية                     | 29 مايو 1992        | 24 سبتمبر 1960       |
|             | منظمة التجارة العالمية                    | ?                   | ?                    |
|             | الفريق المعني برصد الأرض                  | ?                   | ?                    |
|             | بنك التنمية الآسيوي                       | 1967                | 1966                 |
|             | المركز الدولي لتسوية المنازعات الاستشارية | 14 يونيو 1968       | 14 أكتوبر 1966       |
|             | وكالة ضمان الاستثمار متعدد الأطراف        | 12 أبريل 1988       | 6 ديسمبر 1991        |

## وصلات خارجية
- موقع وزارة الخارجية السويسرية
- موقع وزارة الخارجية الماليزية